# Boks na Igrzyskach Śródziemnomorskich 1959
Boks na Igrzyskach Śródziemnomorskich 1959 odbywał się w październiku w Bejrucie.

## Tabela medalowa
| Poz. | Państwo                       |    |    |   | Razem: |
| ---- | ----------------------------- | -- | -- | - | ------ |
| 1    | Zjednoczona Republika Arabska | 3  | 1  | 3 | 7      |
| 2    | Tunezja                       | 3  | 1  | 0 | 4      |
| 3    | Francja                       | 3  | 0  | 0 | 3      |
| 4    | Maroko                        | 1  | 2  | 0 | 3      |
| 5    | Hiszpania                     | 0  | 2  | 2 | 4      |
| 6    | Liban                         | 0  | 2  | 1 | 3      |
| 7    | Turcja                        | 0  | 2  | 0 | 2      |
| 8    | Grecja                        | 0  | 0  | 2 | 2      |
| Poz. | Razem:                        | 10 | 10 | 8 | 28     |

## Wyniki
| Waga    | Złoto:                    | Srebro:                   | Brąz:                   |
| 51 kg   | Abdel Moneim El-Gindy     | Ben Larbi                 | Maranon Antonio Ramos   |
| 54 kg   | Ben Mohamed               | Fernandez Alfonso Carvajo | Yazid Mahmoud El Nahass |
| 57 kg   | André Junker              | Simon Bellaiche           | ---                     |
| 60 kg   | Younsi                    | Vural Inan                | Hernandes Juan Albornoz |
| 63,5 kg | Sayed Mahmoud El Nahass   | Fuat Biro                 | Georges Costi           |
| 67 kg   | Sadek Omrane              | Ben Djilali               | Dimitrios Mihail        |
| 71 kg   | Souleymane Diallo         | Moya Cesareo Barrera      | Mohamed Arafa Rozekah   |
| 75 kg   | Abdelaziz Salah El Hasni  | Hani Zebib                | Anwar Saed Allah Houlta |
| 81 kg   | Hedi Ben Othmane El Nabli | Ibrahim Abdallah          | Vyron Stoimenidis       |
| +81 kg  | Mahmoud El Kelany         | Saad El Din Dgheili       | ----                    |